# Вайсфельд, Арнольд Михайлович
Арнольд Михайлович Вайсфельд (15 июня 1905, Варшава — 1996) — советский российский художник-постановщик.

## Биография
Арнольд Михайлович Вайсфельд родился 15 июня 1905 года в Варшаве.
Художник-постановщик свыше тридцати художественных фильмов — «Парень из нашего города» (1942), «Корабли штурмуют бастионы», «Адмирал Ушаков» и других. Один из крупнейших художников-постановщиков Мосфильма. В 90-х годах жил в Доме ветеранов Кино (Москва)

## Фильмография
Художник-постановщик:
- 1929 — Дело с застежками[3]
- 1930 — Реванш[4]
- 1930 — Неизвестное лицо
- 1930 — Айна
- 1932 — Властелин мира
- 1942 — Парень из нашего города
- 1946 — Адмирал Нахимов[5]
- 1950 — Жуковский[6]
- 1953 — Корабли штурмуют бастионы[7]
- 1953 — Адмирал Ушаков[8]
- 1960 — Первое свидание (в соавт.)
- 1964 — Большая руда
- 1966 — Туннель[9]
- 1969 — Семейное счастье[10]